# کیتلین ماهر
کیتلین ماهر (انگلیسی: Kaitlyn Maher؛ زادهٔ ۱۰ ژانویهٔ ۲۰۰۴) یک موسیقی‌دان اهل ایالات متحده آمریکا است. وی از سال ۲۰۰۷ میلادی تاکنون مشغول فعالیت بوده‌است.